# Gert Kreutzer
Gert Kreutzer (* 5. August 1940 in Glatz, Landkreis Glatz, Provinz Schlesien) ist ein deutscher Skandinavist und Übersetzer.

## Leben
Nach der Vertreibung seiner Familie aus der schlesischen Heimat im Jahre 1946 wuchs Gert Kreutzer in Westfalen auf. Er besuchte von 1951 bis 1960 Gymnasien in Laer und in Burgsteinfurt, wo er 1960 die Reifeprüfung ablegte. Von 1960 bis 1966 studierte er Germanistik, Latein und Nordische Philologie an den Universitäten in Münster und Tübingen. Nach dem Ersten Staatsexamen, das er 1966 in Münster ablegte, war er von 1966 bis 1968 wissenschaftlicher Mitarbeiter am Nordischen Seminar der Universität Münster. Von 1969 bis 1970 unterrichtete er Deutsch und Latein an Gymnasien in Coesfeld, Hamm und Bochum.
Anschließend wechselte Gert Kreutzer zur Universität Kiel, wo er ab 1970 am Nordischen Institut tätig war. 1973 promovierte er, und ab 1974 hatte er eine Stelle als wissenschaftlicher Assistent inne. 1982 erfolgte seine Habilitation. 1990 erhielt Kreutzer die Professur für Nordische Philologie an der Universität Köln. Seit 2005 befindet sich Kreutzer im Ruhestand. Er lebt heute in Kürten bei Köln.
Gert Kreutzer wirkt neben seiner akademischen Tätigkeit als Übersetzer literarischer Texte aus dem Isländischen ins Deutsche. 1996 erhielt er das Ritterkreuz des isländischen Falkenordens. Seit 2002 ist er Präsident der Deutsch-Isländischen Gesellschaft e. V. in Köln.

## Werke
- Die Dichtungslehre der Skalden, Kronberg (Ts.) 1974
- Schwangerschaft, Geburt und früheste Kindheit in der altnordischen Literatur, Kiel
  - 1 (1982) (mehr nicht erschienen)

## Aufsätze (Auswahl)
- Jórunn skáldmær. Skandinavistik 2 (1972). S. 89–98.
- System und Prozeß. Zur Form von Inger Christensens "Det". Skandinavistik 5 (1975). S. 113–135.
- Ólafur Jóhann Sigurðsson und die isländische Volkskultur. In: Aspekte der skandinavischen Gegenwartsliteratur. Hrsg. von D. Brennecke. Heidelberg: Winter 1978. S. 197–216.
- Isländische Literatur vom 18. bis zum 20. Jahrhundert. In: Grundzüge der neueren skandinavischen Literaturen. Hrsg. von Fritz Paul. Darmstadt: Wissenschaftliche Buchgesellschaft 1982. S. 343–376.
- Strindberg, Linné und die Nemesis divina. In: Der nahe Norden. Otto Oberholzer zum 65. Geburtstag. Hrsg. von W. Butt und B. Glienke. Frankfurt am Main, Bern, New York: Peter Lang 1984. S. 23–35.
- Die bösen Ahnen der kleinen Meerjungfrau – die Meerweiber in der altnordischen Literatur. In: Beretning fra Fjerde tværfaglige vikingesymposium. Moesgård: forlaget hikuin 1985. S. 7–30.
- Phasen und Entwicklungen im isländischen Roman der letzten Jahrzehnte. Zeszyty Naukowe Wydziału Humanistycznego Uniwersytetu Gdańskiego. Studia Scandinavica, Nr. 9. Gdańsk 1985. S. 23–39 (erschienen 1987).
- Von Isländern, Eisbären und Königen. Anmerkungen zur Auðun-Novelle. Trajekt 5. Stuttgart/Helsinki 1986. S. 100–108.
- Phasen und Entwicklungen im isländischen Roman der letzten Jahrzehnte. In: Nordische Tangenten. Überlegungen zur neueren Prosa skandinavischer Autoren. Hrsg. von Maria Krysztofiak. Poznań 1986. S. 47–79.
- Nicht nur Laxness – der isländische Roman nach dem zweiten Weltkrieg. Ausblick. Zeitschrift für deutsch-skandinavische Beziehungen. Jahrg. 36 (1986). Heft 3/4. S. 1–8.
- Der puer-senex-Topos in der altnordischen Literatur. Skandinavistik 16 (1986). S. 136–147.
- Schiffe für Linkshänder und achtbeinige Pferde. Gotländische Bildsteine als kulturgeschichtliche Quellen. In: Gotland. Tausend Jahre Kultur- und Wirtschaftsgeschichte im Ostseeraum. Bearb. von R. Bohn. Sigmaringen: Thorbecke 1988. S. 1–18. (Kieler Historische Studien. Veröffentlichungen des Zentrums für Nordische Studien, II.)
- Der Durchbruch der Moderne in der isländischen Lyrik. Ausblick. Zeitschrift für deutsch-skandinavische Beziehungen. Jahrgang 38, Heft 1/2 (Juni 1988), S. 8–16.
- "Eine der unverfrorensten Verirrungen der Literaturgeschichte"? – Zur Ästhetik und literarischen Wertung der Skaldendichtung. Skandinavistik 19 (1989). S. 36–52.
- Bier, Met und Wein – Aspekte des Alkoholkonsums im mittelalterlichen Skandinavien. In: Knut Brynhildsvoll (Hrsg.): ÜberBrücken. Festschrift für Ulrich Groenke zum 65. Geburtstag. Hamburg 1989. S. 435–464.
- Geschlossenes Weltbild – offene Texte. Überlegungen zu den altnordischen Prosagattungen. In: Otmar Werner (Hrsg.): Arbeitstagung der Skandinavisten des Deutschen Sprachgebiets 27. September – 3. Oktober 1987 in Freiburg i. Br. Frankfurt a. M., Bern, New York, Paris 1989 (= Arbeiten zur Skandinavistik; 8). S. 114–136.
- Der Held als Kind – das Kind als Held. In: Bernhard Glienke u. Edith Marold (Hrsg.): Arbeiten zur Skandinavistik. 10. Arbeitstagung der deutschsprachigen Skandinavistik 22. – 27. September 1991 am Weißenhäuser Strand. Frankfurt am Main usw.: Peter Lang, 1993. S. 158–166.
- Die sechs Weltalter und das mittelalterliche Geschichtsbild in Skandinavien. In: Hans Schottmann (Hrsg.): Arbeiten zur Skandinavistik. 11. Arbeitstagung der deutschsprachigen Skandinavistik 8.–14. August 1993 in Sigtuna. Münster: Kleinheinrich, 1994. S. 271–292.
- Harald Schönhaar in der altisländischen Literatur. In: Heiko Uecker (Hrsg.): Studien zum Altgermanischen. Festschrift für Heinrich Beck. Berlin; New York, 1994. S. 443–461.
- Zur Kopula ok in den Runeninschriften Skandinaviens. NOWELE. North-Western European Language Evolution. Vol. 26, August 1995. S. 125–148.
- Literaturparadies mit Nachwuchssorgen? Die isländische Literatur der Gegenwart – ein Überblick. In der Sprache der Sagas. Zeitgenössische isländische Literatur im deutschen Sprachraum. Stuttgart [1995]. S. 21–39.
- Nonni und die isländische Literatur. ISLAND. Zeitschrift der Deutsch-Isländischen Gesellschaft Köln. 1. Jahrg., Heft 1 (Okt. 1995). S. 5–21.
- Nonni als Lehrer und Missionar in Dänemark. Ebd. S. 23–29.
- Aspekte des Komischen in der Þiðreks saga. In: Susanne Kramarz-Bein: Hansische Literaturbeziehungen. Das Beispiel der Þiðreks saga und verwandter Literatur. Berlin, New York 1996 (ersch. 1995). S. 100–130.
- Ach Bellman, Bellman. In: Maria und Peter Ulrich Hein (Hrsg.): Freia und Bacchus. Hommage an den schwedischen Dichter Carl Michael Bellman. Köln 1996. S. 12–26.
- Von Wiedergängern und anderen Zeitgenossen. Zur Prosa Gyrðir Elíassons. Folia Scandinavica Posnaniensia. Vol. 3. Poznań 1996. S. 161–175.
- Steinn Steinarrs erste Entwürfe zu „Tíminn og vatnið“. In: Lilya Popova and Yuri Kuzmenko (Hrsg.): Berkovsbók. To honour of professor Valery Berkov. Moskau 1996. S. 121–143.
- Zur Problematik des isländischen Nationalgefühls im Spiegel der mittelalterlichen Literatur. In: Arbeiten zur Skandinavistik. XII. Arbeitstagung der deutschsprachigen Skandinavistik 16. – 23. September 1995 in Greifswald. Wien 1996. S. 166–177.
- „Sing, Dettifoss. Sing laut ...“ Wasserfälle in der isländischen Lyrik des 19. Jahrhunderts. In: Annegret Heitmann, Karin Hoff (Hrsg.): Ästhetik der skandinavischen Moderne. Bernhard Glienke zum Gedenken. Frankfurt am Main usw.: Lang, 1998. S. 63–87.
- Laudatio auf Svava Jakobsdottir. In: Alfred Toepfer Stiftung F.V.S. Verleihung des Henrik-Steffens-Preises 1997 … an Frau Svava Jakobsdóttir … am 23. Mai 1997 in Lübeck. [Hamburg, 1998]. S. 10–28.
- Wie kam der Nibelungenhort in den Rhein? Eine Skizze nach den nordischen und deutschen Quellen des Mittelalters. In: Rheingold. Macht. Geld. Sinn. Beiträge zum Niederrheinischen Herbst ‘98, hrsg. vom Kulturraum Niederrhein e.V. Köln: Seltmann & Hein, 1998. S. 23–30.
- Jóhann Jónsson – ein isländischer Dichter in Deutschland. Folia Scandinavica Posnaniensia. Vol. 6. Poznań 2000 [=2001]. S. 5–23.
- „Jahre wie Pfeilschüsse ins Nichts.“ Zur Lyrik von Steinunn Sigurðardóttir. In: Präsen-tationen. Isländische und färöische Gegenwartsautoren. S. 27–83.
- „Wie das Bellen von Hunden, nur noch tierischer...“ Musik und Tanz im mittelalterlichen Skandinavien. ISLAND, 8. Jg., Heft 1, S. 34–47.
- Hausbau und Wohnen im alten Island. ISLAND, 8. Jg., Heft 2, S. 3–23.
- Isländische Naturlyrik im 19. Jahrhundert – einige Streiflichter. Folia Scandinavica Posnaniensia. Volume 7. Poznań 2003. S. 5–25.
- Gories Peerses ethnographisches Gedicht „Van Ysslandt“. ISLAND, 9. Jg., Heft 2, S. 15–26.
- Siðfræðileg orðræða og þjóðfélagslegur boðskapur í nokkrum Íslendingasögum. Skírnir. Tímarit hins íslensk bókmenntafélags. 178. Jahrg., H. 1/2004, S. 7–33.
- „Faulheit verboten“ – Zeitkritik bei Hallgrímur Pétursson und Stefán Ólafsson. Folia Scandinavica Posnaniensia. Vol. 8. 2004. S. 27–46.
- Ethischer Diskurs und gesellschaftspolitische Tendenzen in ausgewählten Isländersagas. In: Susanne Kramarz-Bein (Hrsg.): Neue Ansätze in der Mittelalterphilologie – Nye veier i middelalderfilologien. Akten der skandinavistischen Arbeitstagung in Münster vom 24. bis 26. Oktober 2002. Frankfurt am Main 2005. S. 141–160.
- Þorsteinn Illugason Hjaltalín – erster Maler aus Island. ISLAND, 11. Jg., Heft 2, S. 1–18.
- Ein gescheiterter interkultureller Dialog? Außensicht und Innensicht Islands in der frühen Neuzeit. In: Heinz Antor (Hrsg.): Inter und Transkulturelle Studien. Theoretische Grundlagen und interdisziplinäre Praxis. Heidelberg: Universitätsverlag Winter, 2006. S. 181–204.
- Ein Erik und ein Komma zuviel. Randbemerkungen zu einigen deutschen Übersetzungen von Jens Peter Jacobsens „Niels Lyhne“. Festschrift Baumgartner. S. 155–160.
- Öld er nú snúin – Zeitkritik bei zwei isländischen Barockdichtern. In: Walter Baumgartner (Hrsg.): Ostsee-Barock. Texte und Kultur. Berlin 2006. S. 217–237.
- Isländisches Moos – Mittel gegen Krankheiten und Hunger. ISLAND, 12. Jg., Heft 2. S. 14–23.
- Deutsche Islandbilder vom 11. Jahrhundert bis heute. ISLAND, 12. Jg., Heft 1. S. 40–54.
- Jónas Hallgrímsson und die deutsche Literatur. ISLAND, 13. Jg. Heft 2. S. 55–68.
- Jón Sveinsson („Nonni“). Teil 1: Kindheit in Island. ISLAND, 14. Jg., Heft 1. S. 25–42.
- Der Runenlöwe von Piräus. In: Analecta Septentrionalia. Beiträge zur nordgermanischen Kultur- und Literaturgeschichte. Hrsg. von Wilhelm Heizmann u. a. Berlin, New York: Walter de Gruyter, 2009. S. 717–729.
- Obrazy, symbole i ornamenty [„Bilder, Symbole und Ornamente“], in: Runy [„Runen“], hrsg. von Paulina Horbowicz, Gert Kreutzer, Witold Maciejewski, Dominika Skrzypek. Warszawa: Wydawnictwo TRIO, 2011, S. 134–168.
- Vom Übersetzen altisländischer Sagas – einige Anmerkungen aus Theorie und Praxis. In: Maria Krysztofiak (Hrsg.): Transkulturelle Identität und Übersetzungsmodelle skandinavischer Literatur. Frankfurt am Main: Peter Lang, 2012, S. 9–28.
- Der isländische Film – ein Überblick. ISLAND, 18. Jg., Heft 2. S. 13–36.

## Herausgeberschaft
- Dietrich Hofmann: Gesammelte Schriften, Hamburg
  - Studien zur nordischen und germanischen Philologie, 1988
  - Studien zur friesischen und niederdeutschen Philologie, 1989
- Im Herzen ein Strom, Köln 1997 (herausgegeben zusammen mit Paul Berf)
- Isländische Märchensagas, München (herausgegeben zusammen mit Jürg Glauser)
- Isländische und färöische Gegenwartsautoren, Köln 2002
- Isländische Literatur der Moderne, 1987ff.
- ISLAND, Zeitschrift der Deutsch-Isländischen Gesellschaft e. V. Köln und der Gesellschaft der Freunde Islands e. V. Hamburg, 1995ff.

## Übersetzungen
- Georg Guðni: Lárétt strik, Münster 2007
- Guðbergur Bergsson: Das Herz lebt noch in seiner Höhle, Münster 1990
- Gyrðir Elíasson: Ein Eichhörnchen auf Wanderschaft, Zürich 2011
- Gyrðir Elíasson: Nokkur almenn orð um kulnun sólar, Münster 2011
- Gyrðir Elíasson: Papierbooteregen, Münster 1996 (übersetzt zusammen mit Sæmundur G. Halldórsson)
- Gyrðir Elíasson: Das Schlafrad, Frankfurt am Main 1996
- Matthías Johannessen: Andblaer við svanavaeng, Lüdenscheid [u. a.] 2011
- Steinunn Sigurðardóttir: Stjörnuryk á fingurgómum, Münster 2011
- Carl Johan Oscar Suneson: Richard Wagner und die indische Geisteswelt, Leiden [u. a.] 1989
- Thor Vilhjálmsson: Morgengebet, Berlin 2011
- Þorsteinn frá Hamri: Jarðarteikn, Berlin [u. a.] 2011
- Gunnar F. Guðmundsson: Pater Jón Sveinsson – NONNI, Köln 2017